# Šiokara
Šiokara (japonsky 塩辛) je specialita japonské kuchyně, která se připravuje z různých mořských živočichů. Používají se kousky syrového masa a vnitřností, které se společně nechají fermentovat v soli a rýžovém sladu bez přístupu vzduchu. Na fermentaci se podílejí bakterie rodu Micrococcus a může trvat i déle než rok. K dochucení se může použít wasabi, chilli papričky nebo yuzu. 
V hotové šiokaře jsou proužky masa obaleny narůžovělým rosolem. Pokrm se vyznačuje výrazně slanou chutí s tóny umami a pronikavým rybím aromatem. Podává se obvykle s vařenou rýží a jí se hůlkami. Často se šiokara konzumuje v barech a zapíjí se whisky či jiným tvrdým alkoholem.
K výrobě šiokary se používají živočichové jako ústřice, krabi, tuňák pruhovaný, losos keta nebo aju východní. Nejoblíbenější je ika no šiokara za sépie obecné. Šiokara připravená ze sumýšů se nazývá konowata. Šiokara patří k tradičním japonským lahůdkám zvaným činmi a doklady o její přípravě pocházejí již z 11. století.
Šiokara je pro Japonce ceněným zdrojem vitamínu D. V tomto jídle byl také objeven enzym, který pomáhá při léčení trombózy.